# 胜利箬竹
胜利箬竹（学名：Indocalamus victorialis）为禾本科箬竹属下的一个种。

## 扩展阅读
- 維基物種上的相關：胜利箬竹